# Souza Pepeu

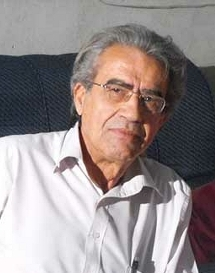
SouzaPepeu

Severino de Souza Pepeu (Caruaru, 16 de novembro de 1940 — Caruaru, 25 de agosto de 2010) foi um jornalista e político brasileiro.
Popularmente conhecido como Souza Pepeu ou simplesmente Pepeu foi apontado pela Fundação Joaquim Nabuco ao lado de figuras como Celso Rodrigues, Augusto Tabosa, Lourival Vilanova, Waldenio Porto, Aleixo Leite, Bertino Silva, Flávio Tiné, Cleonêmes Oliveira, Assis Claudino, Luiz Pessoa da Silva e Altair Porto Filho como um dos caruaruenses que mais contribuíram para o desenvolvimento intelectual de Pernambuco, mesmo permanecendo nos limites do estado.
Souza Pepeu era filho de Francisco de Souza Pepeu, um sapateiro, e Maria Pepeu, pessoa do lar. A conduta e o caráter de ambos o fez tornar-se de um pobre em uma pessoa de destaque no cenário político pernambucano. Foi vereador de Caruaru e líder do governo na primeira administração do prefeito José Queiroz (1982-1987).

## História
Antes da sua inesperada morte, Souza Pepeu era diretor da Revista Caruaru Hoje, revista da qual foi criador. Mas sua trajetória foi extensa; ele participou da criação da Rádio Cultura do Nordeste, tendo sido o primeiro locutor com carteira assinada da referida entidade. Souza Pepeu também laborou na Rádio Difusora, atual
Rádio Jornal do Commercio. Atuou nas páginas do Diário de Pernambuco, Jornal do Commercio e
Vanguarda. Foi também chefe de reportagem na rede Globo Nordeste e teve atuação na extinta TV Tropical (atual TV Pernambuco), primeira emissora a ter sede fixa em Caruaru. No ano de 1969, Souza Pepeu venceu o Prêmio Esso de Jornalismo, um dos mais importantes do jornalismo brasileiro.
Foi processado pela ditadura militar após noticiar a tortura de representantes políticos de esquerda na década de 1960, mesmo período em que se formou bacharel em direito. Sua atuação destacada em prol dos direitos humanos o levou a ter seu primeiro mandado de vereador de Caruaru cassado, em virtude do Ato Institucional Número Cinco. Foi um militante forte pelas diretas já junto ao ex-senador e ex-ministro da Agricultura Marcos Freire e ao presidente nacional do Partido Popular Socialista Roberto Freire, em Pernambuco.
Além de jornalista, ficou reconhecido como um representante da esquerda política, e atuou como coordenador de campanhas ligadas ao conjunto político dos Lyra, Marcos Freire e ainda exerceu mandato como vereador de 1983 a 1988. Entre seus principais projetos, ele foi responsável pela criação da Reserva Ecológica Serra dos Cavalos, do Parque João Vasconcelos Sobrinho e também lançou o projeto para criação da Praça da Criança, em frente ao Espaço Cultural Tancredo Neves em Caruaru, Pernambuco. Essa trajetória é símbolo do que o vice-governador de Pernambuco, João Lyra Neto, considerou vida política séria: “Eu não perdi apenas um amigo, mas também um militante, um homem que soube fazer política honesta. Em nome de minha família, faço referência à contribuição de Souza Pepeu no nosso conjunto político pelo agreste."
O último pleito disputado por Souza Pepeu deu-se em 2004, quando foi candidato a vice-prefeito de Caruaru, na chapa encabeçada por Eduardo Guerra (PCdoB), atual diretor de Ciência e Tecnologia da prefeitura municipal. Eduardo considerava o jornalista um amigo e parceiro político: “Minha convivência com ele foi também política. Ele era inteligente, irreverente, rebelde e honesto. Uma de suas grandes marcas, que deixará entre os caruaruenses a sua energia de honestidade, minha vivência com ele ficou, mas…com ele a gente aprendeu a amar, ele tinha às vezes um abraço frágil, que transparecia seu afeto pelos amigos. Para nossa história, ele ficará marcado como um amante de Caruaru e do Central, clube pelo qual era apaixonado”.
Com a Patativa, aliás, Pepeu viveu boas emoções. Sócio membro da diretoria do clube, não perdia um jogo e frequentava as sociais do estádio Lacerdão, espaço preferidos dos verdadeiros centralinos. Do legado em família, Pepeu teve três filhos, de seu casamento com Clívia Alencar Freire: uma jornalista, Fabiana Freire Pepeu; a mestre em computação Julianne Pepeu; e o procurador do Estado de Alagoas, Sérgio Pepeu.
Fabianna fez poesia para prestar a última homenagem ao pai: “Caruaru era para o jornalista muito mais do que uma cidade, mas uma espécie de lugar-ímpar – espaço de sonhos e construção política e poética. Caruaru era azul palavra, como cantou certa vez Carlos Fernando, também caruaruense”.
As últimas homenagens no plenário da Câmara foram feitas pelo presidente da Câmara, vereador Rogério Meneses, o ex-prefeito Anastácio Rodrigues, o vice-governador João Lyra Neto e o prefeito José Queiroz, que afirmou: “Mesmo nunca sendo prefeito, Souza Pepeu fez muito mais que vários prefeitos, que passaram pela cidade”.

## Premiações
- Prêmio Esso/JC de Jornalismo: Cinquenta Anos de Fundação do Jornal de Commercio, 1969.

## Mandatos políticos
- Vereador em Caruaru (1963-1969) (cassado pela ditadura militar através do Ato Institucional de número 5)
- Vereador em Caruaru (1982-1987)